# Championica speculifera
Championica speculifera är en insektsart som först beskrevs av Bolívar, I. 1881.  Championica speculifera ingår i släktet Championica och familjen vårtbitare. Inga underarter finns listade i Catalogue of Life.